# Batalla de Sant Llorenç de Montgai
La batalla de Sant Llorenç de Montgai de 1645 fou un dels episodis de la Guerra dels Segadors

## Antecedents
Poc després de la revolta que va suposar el Corpus de Sang, l'exèrcit de Felip IV d'Espanya va ocupar Tortosa i Tarragona, el 17 de gener de 1641, davant l'alarmant penetració de l'exèrcit castellà, Pau Claris al capdavant de la Generalitat de Catalunya, proclamà la República Catalana acordant una aliança política i militar amb França, posant Catalunya sota l'obediència de Lluís XIII de França. Pocs dies després, amb l'ajuda de l'exèrcit francès, la Generalitat obtingué una important victòria militar en la batalla de Montjuïc del 26 de gener de 1641, i les tropes castellanes es retiraven a Tarragona, on foren assetjades per l'estol francès d'Henri d'Escoubleau de Sourdis i les tropes de terra de Philippe de La Mothe-Houdancourt fins que els espanyols van bastir un estol comandat per García Álvarez de Toledo y Mendoza que va aconseguir lliurar provisions a la ciutat i fer fugir l'estol francès al Rosselló.
Una columna castellana de 4.500 homes va sortir de Tarragona el 23 de març de 1642 per socórrer el Rosselló, que havia quedat aïllat al nord, però foren derrotades a mig camí i Cotlliure va caure el mes d'abril. El maig, els espanyols retiren els terços que estaven a Roses i el Rosselló va caure completament en mans francocatalanes, i els objectius del Cardenal Richelieu i Lluís XIII de França de controlar els comtats nordcatalans quedaven satisfets i, per tant, es van donar per acabades les operacions principals. A més, el 4 de desembre de 1642, moriria Richelieu, i el 14 de maig de 1643, Lluís XIII, a qui va succeir el seu fill Lluís XIV, conegut com el rei sol, començant una època de molta agitació a França que va permetre als espanyols recuperar progressivament territori al Principat.
Caiguda Lleida en mans castellanes, Philippe de La Mothe va atacar Tarragona amb tropes catalanes i franceses, que van atacar el moll entre el 23 i el 28 d'agost de 1644, sent rebutjats pels espanyols que capturaven a més Balaguer el setembre i Agramunt l'octubre. Això va provocar la substitució de De La Mothe per Henri Harcourt de Lorena després del seu fracàs en intentar recuperar Tarragona.

## Batalla
Henri Harcourt de Lorena va sorprendre a Andrea Cantelmo forçant el passatge de la Noguera a Camarasa sorprenent la guarnició de 120 homes que custodiava el pont i que es va rendir. Allí els francesos formatsen 8 petits batallons d'infants i 22 escuadrons de cavalleria varen derrotar les tropes que intentaven fer-los front i a continuació a Sant Llorenç de Montgai el 22 de juny de 1645, capturant a Francisco de Orozco amb cinc terços d'infanteria, mentre el virrei de Catalunya es retirava a Balaguer, on deixaria Simón de Mascarenhas.
Les tropes franceses el dia 22 es componien de:
- Regiments d'infanteria: Champagne, Harcourt, Cauvisson, Paillez, Guienne, Beaufort a la dreta;, Rohm (suís) situat al centre; Marine, Vaillac, Montpouillan, Roquelaure, Languedoc, Montpeiroux, Mirepoix, Anduze a l'esquerra
- Regiments o companyies de cavalleria: Saint-Simon, La Mothe-Houdancourt, Català (del Batalló) formats a la dreta; Les companyies de gendarmes i de gardes d'Harcourt amb el regiment del Baró de Aletz (o Alais) al centre; Son Eminence (Cardenal Mazarin), Mérinville, Chasteaubriand, Saint-Aunetz a l'esquerra

Tropes batudes al passatge de la Noguera a Camarasa
- Terç de Seebach
- Terç de Felip Soumandra
- Terç del Comte de Gronsfelt
- Terç de Pedro Asteris
- Terç de Diego Preston (irlandès)

Tropes batudes el 22 de juny de 1645 a Sant Llorenç de Montgai
- Terç de Valenzuela
- Terç del Duc de Lorenzana (vells napolitans)
- Terç de Tito Brancaccio (vells napolitans)
- Terç de Poticque (vells napolitans)
- Terç del Baró de Mata (napolitans)
- 3 companyies del Terç de Pedro Osteris

- Cavalleria de les Ordres 600 cav
- Cavalleria de Nàpols 400 cav
- Cavalleria de Matamoros 100 cav
- Cavalleria de Gronsfelt 60 cav

## Conseqüències
Després de la presa de Camarasa va caure Balaguer, i tret de la conquesta de Roses, la frontera quedaria estabilitzada durant molt temps, fins a les campanyes espanyoles que van culminar amb el Setge de Barcelona.